# Coalizione (politica)
Coalizione politica è il termine che designa un raggruppamento tra partiti politici, tra loro variamente omogenei, finalizzato al perseguimento di comuni obiettivi di natura programmatica (l'adesione ad una determinata area ideologica) o elettorale (il superamento di clausole di sbarramento).

## Caratteristiche

### Coalizioni politiche
La costituzione di coalizioni politiche è una delle caratteristiche distintive del parlamentarismo maggioritario. In questi sistemi politici, i partiti si accordano prima delle elezioni, stabiliscono un comune programma di governo e, in caso di vittoria elettorale, il leader dell'aggregazione politica va ad assumere la carica di Primo ministro (o Cancelliere, o Presidente del Consiglio dei ministri).
In questi sistemi, sebbene l'elettore formalmente voti per i candidati del suo collegio elettorale, la scelta a favore di un dato soggetto politico traduce la preferenza verso il Primo Ministro. Questi, pertanto, gode della forte legittimazione politica che gli deriva, sia pure indirettamente, dall'investitura popolare, mentre il Governo ha il sostegno organico di una maggioranza che, di regola, lo sostiene per tutta la durata della legislatura (si parla, infatti, di Governo di legislatura). Il governo dispone dell'appoggio stabile della maggioranza, che può dirigere per ottenere l'approvazione parlamentare dei disegni di legge che propone.
L'opposizione parlamentare, a sua volta, è generalmente formata da una coalizione di minoranza, che esercita un controllo politico sul Governo al fine di poterne prendere il posto alle successive elezioni. Perciò il sistema si contraddistingue per la pratica politica dell'alternanza ciclica dei partiti nei ruoli di maggioranza e di opposizione.

### Coalizioni post-elettorali
Le coalizioni post-elettorali sono le aggregazioni che le forze politiche stringono in seguito all'esito delle elezioni: ciascun partito, dopo aver "pesato" la propria consistenza in termini di voti ottenuti, cercherà di giungere ad accordi con altre forze politiche tenuto conto dei rapporti di forza che le elezioni hanno consacrato. Le elezioni non consentono all'elettore di scegliere né la maggioranza né il Governo, mentre spetta ai partiti, dopo le elezioni, concludere gli accordi attraverso i quali si forma la maggioranza politica. Il Governo può contenere esponenti di tutti i partiti che fanno parte della maggioranza (governo di coalizione), oppure può avere l'appoggio esterno dei partiti che gli votano la fiducia. In alcuni casi, ancora, la necessità di fare fronte a situazioni eccezionali ha portato alla formazione di coalizioni che inglobano tutti i partiti, anche in sistemi in cui normalmente è conosciuta la dialettica maggioranza-opposizione: è questo il caso della grande coalizione, che ha operato soprattutto in Germania.
In questi sistemi politici vige in genere una legge elettorale di tipo proporzionale: si tratta di meccanismi elettorali di tipo proiettivo, ossia tendono a proiettare all'interno delle istituzioni la consistenza numerica di tutti i gruppi politici. In questo modo, maggioranza e governo si formeranno in conseguenza del voto e non come una scelta direttamente derivante dal voto popolare. Questo tipo di aggregazione è tipica del sistema parlamentare puro (o parlamentarismo compromissorio), in cui il sistema politico segue un modulo multipolare.

### Liste elettorali
Nell'ambito delle coalizioni è possibile ulteriormente isolare le cosiddette liste unitarie: esse sono formazioni politiche che nascono in occasione delle elezioni e che tendenzialmente sono finalizzate al superamento di sbarramenti impliciti o derivanti da apposite clausole. La clausola di sbarramento prevede esplicitamente una soglia che una forza politica deve superare per accedere alla ripartizione dei seggi. Gli sbarramenti impliciti, invece, sono quelli che operano quando la ripartizione dei seggi, ancorché proporzionale, non opera sulla base di un calcolo su scala nazionale, ma circoscrizione per circoscrizione. Se le circoscrizioni sono sufficientemente piccole, la probabilità che un piccolo-medio partito possa eleggere un parlamentare si riduce notevolmente.
Dopo le elezioni, queste formazioni in genere tendono a dissolversi.

## Coalizioni in Italia
Nel periodo che va dal 1948 al 1994, il sistema politico italiano fu caratterizzato dalla nascita di coalizioni post-elettorali. Un tentativo di dar luogo a coalizioni pre-elettorali avvenne in occasione delle elezioni politiche del 1953 per effetto della cosiddetta legge-truffa, che assegnava un premio di maggioranza alla lista o coalizione che avesse superato la metà dei voti validi. In tale circostanza, il meccanismo non scattò per pochi voti e la legge fu successivamente abrogata.
A partire dagli anni 1980, le principali forze politiche italiane si aggregarono stabilmente nel Pentapartito, anche se questo non impediva una dialettica interna piuttosto sviluppata.
Le coalizioni pre-elettorali si sono affermate stabilmente in Italia a partire dal 1994, a seguito dell'introduzione di una nuova legge elettorale prevalentemente maggioritaria: connaturandosi come un sistema elettorale di tipo selettivo, e non più proiettivo, esso ha portato le forze politiche ad aggregarsi prima delle elezioni. Nel 1994 si sono affrontate tre coalizioni: il Polo delle Libertà e il Polo del Buon Governo, che sostenevano la leadership di Silvio Berlusconi; l'Alleanza dei Progressisti, guidata da Achille Occhetto; il Patto per l'Italia, con a capo Mariotto Segni. Nel 1996 si è assistito ad un quadro più propriamente bipolare: il Polo per le Libertà di Silvio Berlusconi e L'Ulivo di Romano Prodi, schieramento ripropostosi nel 2001 con lo scontro tra la Casa delle Libertà di Silvio Berlusconi e L'Ulivo di Francesco Rutelli. È significativo a tal proposito sottolineare che nel 2001, sui simboli delle coalizioni comparivano i nomi dei loro leader.
La reintroduzione di un sistema proporzionale, nel 2005, non mutò la natura delle coalizioni, in virtù di un forte premio di maggioranza alla lista o coalizione che avesse riportato la maggioranza relativa dei voti. Secondo tale legge elettorale, la coalizione doveva distinguersi per l'indicazione di un comune leader (de facto candidato alla presidenza del Consiglio, il cui nome non compare tuttavia sulla scheda elettorale) e depositare il proprio programma di governo. Le coalizioni che si affrontarono nel 2006 con il nuovo sistema elettorale sono la Casa delle Libertà di Silvio Berlusconi e L'Unione guidata da Romano Prodi. Nel 2008 si sono invece affrontati la lista Il Popolo della Libertà, la Lega Nord e il Movimento per le Autonomie nella coalizione di centro-destra, il Partito Democratico e l'Italia dei Valori nella coalizione di centro-sinistra.
Alle elezioni politiche del 2013 erano presenti tre coalizioni: la coalizione di centro-destra, la coalizione di centrosinistra (Italia. Bene Comune) e quella di centro guidata dal presidente del Consiglio uscente (Con Monti per l'Italia).
Alle elezioni politiche del 2018 hanno concorso una coalizione di centro-destra (Fratelli d'Italia, Forza Italia, Lega e Noi con l'Italia - UDC) e una di centro-sinistra (Partito Democratico, Civica Popolare, +Europa e Insieme).
Anche le elezioni politiche del 2022 hanno visto contrapporsi una coalizione di centro-destra (Fratelli d'Italia, Lega, Forza Italia e Noi Moderati) e una di centro-sinistra (Partito Democratico, Alleanza Verdi e Sinistra, +Europa e Impegno Civico).
La composizione di dettaglio delle coalizioni alle elezioni politiche, europee e regionali dal 1948 in poi è consultabile come database on line
| Elezioni politiche | Centro-destra                             | Centro-sinistra           |
| ------------------ | ----------------------------------------- | ------------------------- |
| 1994               | Polo delle Libertà/ Polo del Buon Governo | Alleanza dei Progressisti |
| 1996               | Polo per le Libertà                       | L'Ulivo                   |
| 2001               | Casa delle Libertà                        | L'Ulivo                   |
| 2006               | Casa delle Libertà                        | L'Unione                  |
| 2008               | Coalizione del 2008                       | Coalizione del 2008       |
| 2013               | Coalizione del 2013                       | Italia. Bene Comune       |
| 2018               | Coalizione del 2018                       | Coalizione del 2018       |
| 2022               | Coalizione del 2022                       | Coalizione del 2022       |